# Papiro médico Chester Beatty
El Papiro médico Chester Beatty es uno de los papiros del Antiguo Egipto sobre medicina que se conservan. Trata de diferentes hechizos y rituales encaminados a curar la migraña y ofrece algunos remedios de utilidad en proctología.
Está datado en torno al año 1200 a. C. y forma parte de la colección de papiros de Alfred Chester Beatty.
El papiro VI del Chester Beatty Papyri 46 (Papiro n.º 10686, del Museo Británico) también contiene algunas recetas que tratan de proctología.
No deben ser confundidos con los Papiros Chester Beatty o Papiros bíblicos Chester Beatty, muy posteriores, que contienen textos bíblicos de origen cristiano.